# Dasychira variegata
Dasychira variegata är en fjärilsart som beskrevs av Rothschild 1915. Dasychira variegata ingår i släktet Dasychira och familjen tofsspinnare. Inga underarter finns listade i Catalogue of Life.